# Chamdo
Pour les articles homonymes, voir Qamdo.
Chamdo (tibétain : ཆབ་མདོ་གྲོང་ཁྱེར།, Wylie : chab mdo grong khyer, pinyin tibétain : Qamdo, THL : chamdo drongkhyer ; chinois : 昌都 ; pinyin : chāngdū) est une ville-préfecture située dans le Kham dans l'Est de la région autonome du Tibet. En 1999, sa population est d’environ 86 280 habitants. Sa zone urbaine, le district de Karuo, est la troisième de la région autonome du Tibet, après celles de Lhassa et de Shigatsé. Elle est située à environ 480 km (à vol d’oiseau) de Lhassa, la distance à parcourir par la route étant de 1 120 km (route du sud) ou 1 030 km (route du nord). La ville se situe à une altitude de 3 230 mètres.
Au tournant du XXe siècle, la ville avait une population d'environ 12 000 habitants, dont un quart étaient des moines. Chamdo, avec la région environnante, est le centre des tribus Khampa.

## Histoire
Chamdo est la capitale du Kham.

### Le monastère de Guendun Jampa Ling
En 1373, Chamdo reçut la visite de Tsongkhapa, lequel suggéra qu'un monastère y soit construit. Un disciple de Tsongkhapa, Jansem Sherab Zangpo, fonda le monastère de Galden Jampaling entre 1436 et 1444. Aussi appelé monastère de Changbalin ou Qiangbalin, cet établissement a abrité cinq temples principaux et a hébergé quelque 2 500 moines. Selon la tradition, il y avait 3 000 moines à l'époque de Jangsem Sherab Zangpo et encore 2 000 au début du XIXe siècle. Il fut détruit en 1912 à l'exception du hall principal (réutilisé comme prison) et de deux autres bâtiments. Il fut reconstruit en 1917 après que l'armée tibétaine eut repris Chamdo. Il héberge maintenant à peu près 800 moines,.

### Intégration au Xikang
En 1933, sous la république de Chine, Chamdo est intégrée à la province du Xikang.

### Prise de Chamdo en 1950
La prise de Chamdo par 40 000 soldats de la république populaire de Chine le 19 octobre 1950 fut un des éléments qui mena à la signature de Accord en 17 points entre des représentants du gouvernement du Tibet et de la Chine l'année suivante. Le gouverneur de Chamdo lors de l'assaut était Ngabo Ngawang Jigme, qui devait devenir plus tard un haut responsable du gouvernement de la république populaire de Chine. Le gouverneur précédent était Lhalu Tsewang Dorje.

### Troubles en 2011
Des informations non confirmées ont révélé l'explosion d'une bombe dans un bâtiment du gouvernement chinois à Chamdo le 26 octobre 2011.
Tenzin Phuntsok, un ancien moine du monastère de Karma, âgé de 46 ans, s'immole le 1er décembre et meurt le 6 décembre 2011 à Chamdo,.

## Subdivisions administratives

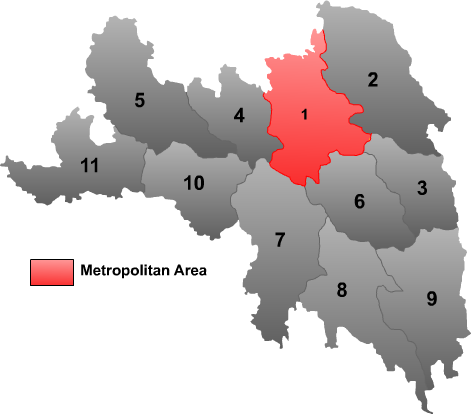
Les districts de la Ville-préfecture de Chamdo

La préfecture de Qamdo exerce sa juridiction sur un district, le district de Karuo, centre urbain de Chamdo, et dix  xian :
| Nom               | Tibétain Wylie et THL                         | Chinois Pinyin         |
| ----------------- | --------------------------------------------- | ---------------------- |
| District de Karuo | ཆབ་མདོ་རྫོང, chab mdo rdzong, chamdo dzong       | 卡若区, kǎruò qū       |
| Xian de Jomda     | འཇོ་མདའ་རྫོང་, 'jo mda' rdzong, jo da dzong      | 江达县, jiāngdá xiàn   |
| Xian de Gonjo     | གོ་འཇོ་རྫོང་, go 'jo rdzong, go jo dzong          | 贡觉县, gòngjué xiàn   |
| Xian de Riwoqê    | རི་བོ་ཆེ་རྫོང་, ri bo che rdzong, riwo ché dzong   | 类乌齐县, lèiwūqí xiàn |
| Xian de Dêngqên   | སྟེང་ཆེན་རྫོང་, steng chen rdzong, teng chen dzong | 丁青县, dīngqīng xiàn  |
| Xian de Zhag'yab  | བྲག་གཡབ་རྫོང, ་brag g-yab rdzong, drak yab dzong | 察雅县, cháyǎ xiàn     |
| Xian de Baxoi     | དཔའ་ཤོད་རྫོང་, dpa' shod rdzong, pa shö dzong    | 八宿县, bāsù xiàn      |
| Xian de Zogang    | མཛོ་སྒང་རྫོང་, mdzo sgang rdzong, dzo gang dzong  | 左贡县, zuǒgòng xiàn   |
| Xian de Markam    | སྨར་ཁམས་རྫོང་, smar khams rdzong, mar kham dzong | 芒康县, mángkāng xiàn  |
| Xian de Lhorong   | ལྷོ་རོང་རྫོང་, lho rong rdzong, lho rong dzong     | 洛隆县, luòlóng xiàn   |
| Xian de Banbar    | དཔལ་འབར་རྫོང, dpal 'bar rdzong, palbar dzong    | 边坝县, biānbà xiàn    |

## Transport
- Autoroute nationale chinoise 214 (en)
- Autoroute nationale chinoise 317 (en)

La ville-préfecture est desservie par l'aéroport de Qamdo Bamda

## Personnalité
- Han Hong, née le 26 septembre 1971 à Chamdo, dans le district de Karuo, est une chanteuse dont la renommée vient de l'interprétation des chansons comme Plateau tibétain (西藏高原, xīzàng gāoyuán, sur l'album 《醒了》, xǐngle, « éveil »), chanson tibétaine célèbre dans toute la Chine.